# SkyWork Airlines
SkyWork Airlines AG, що діє як SkyWork Airlines, — колишня швейцарська авіакомпанія зі штаб-квартирою в комуні Бельп, що здійснювала регулярні пасажирські перевезення по аеропортах Європи і Північної Африки, а також чартерні рейси влітку.
Авіакомпанія оголосила про банкрутство 29 серпня 2018 року і припинила всі операції в той же день
Портом приписки перевізника і його головним транзитним вузлом (хабом) був аеропорт Берн.

## Флот

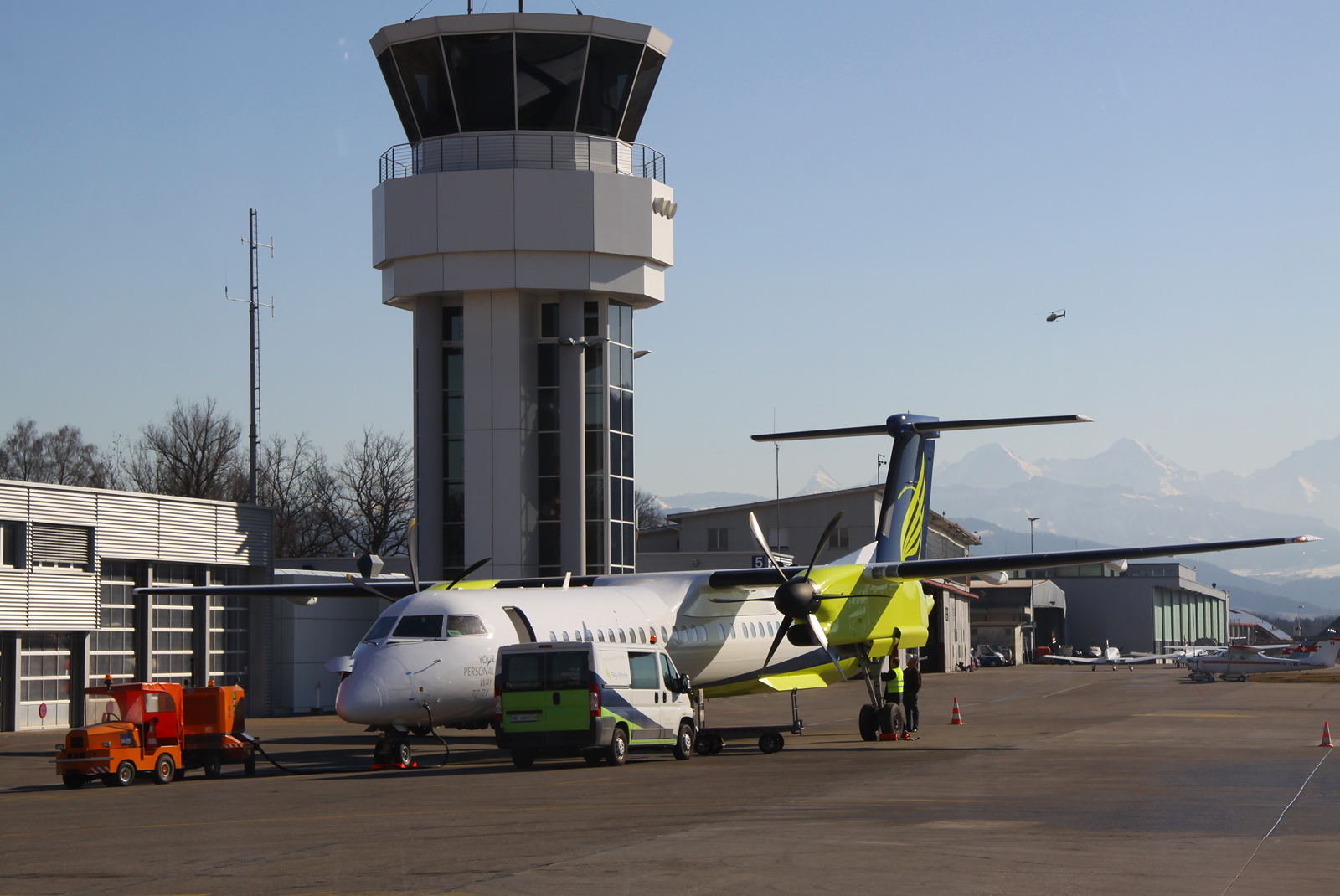
Q400 авіакомпанії в аеропорту Берна

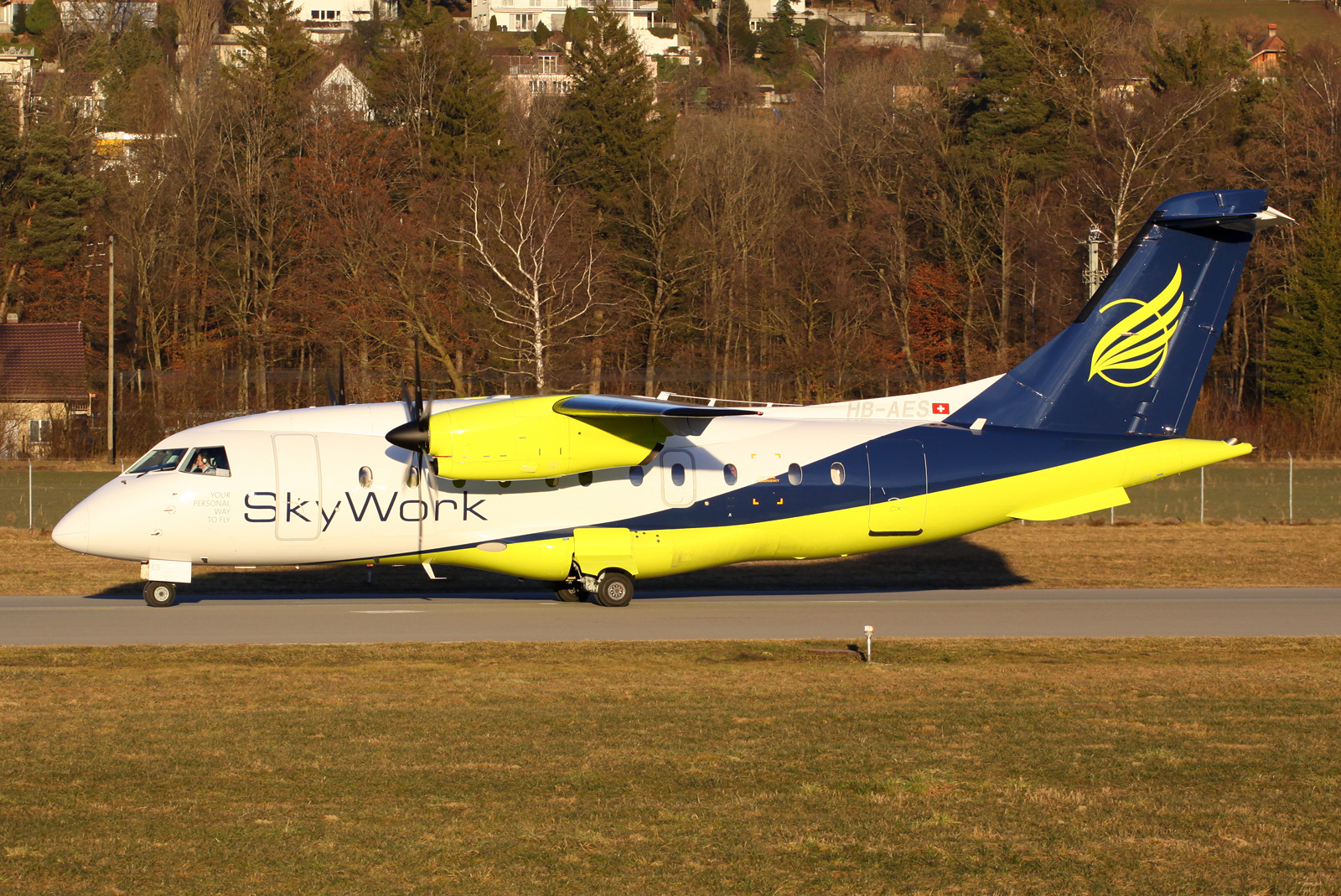
Dornier 328 в аеропорту Берна

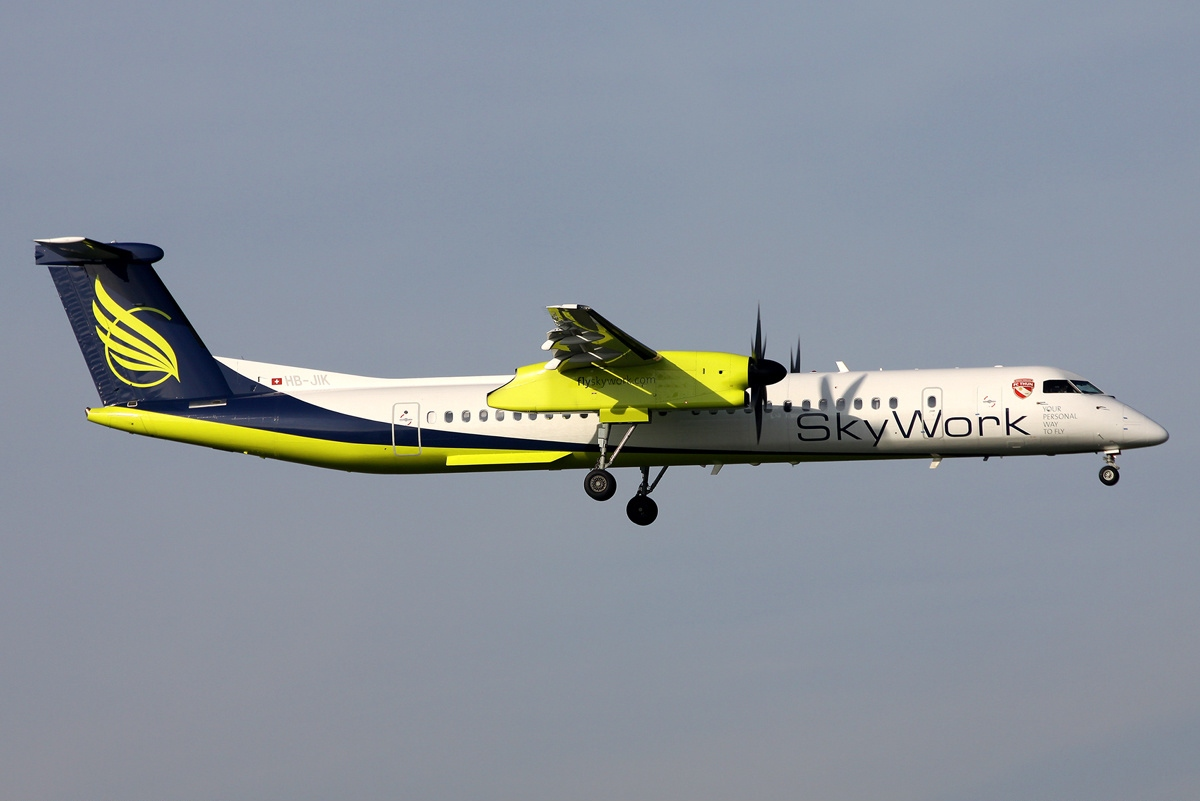
de Havilland Canada DHC-8 авіакомпанії SkyWork Airlines в амстердамському аеропорту Схіпхол

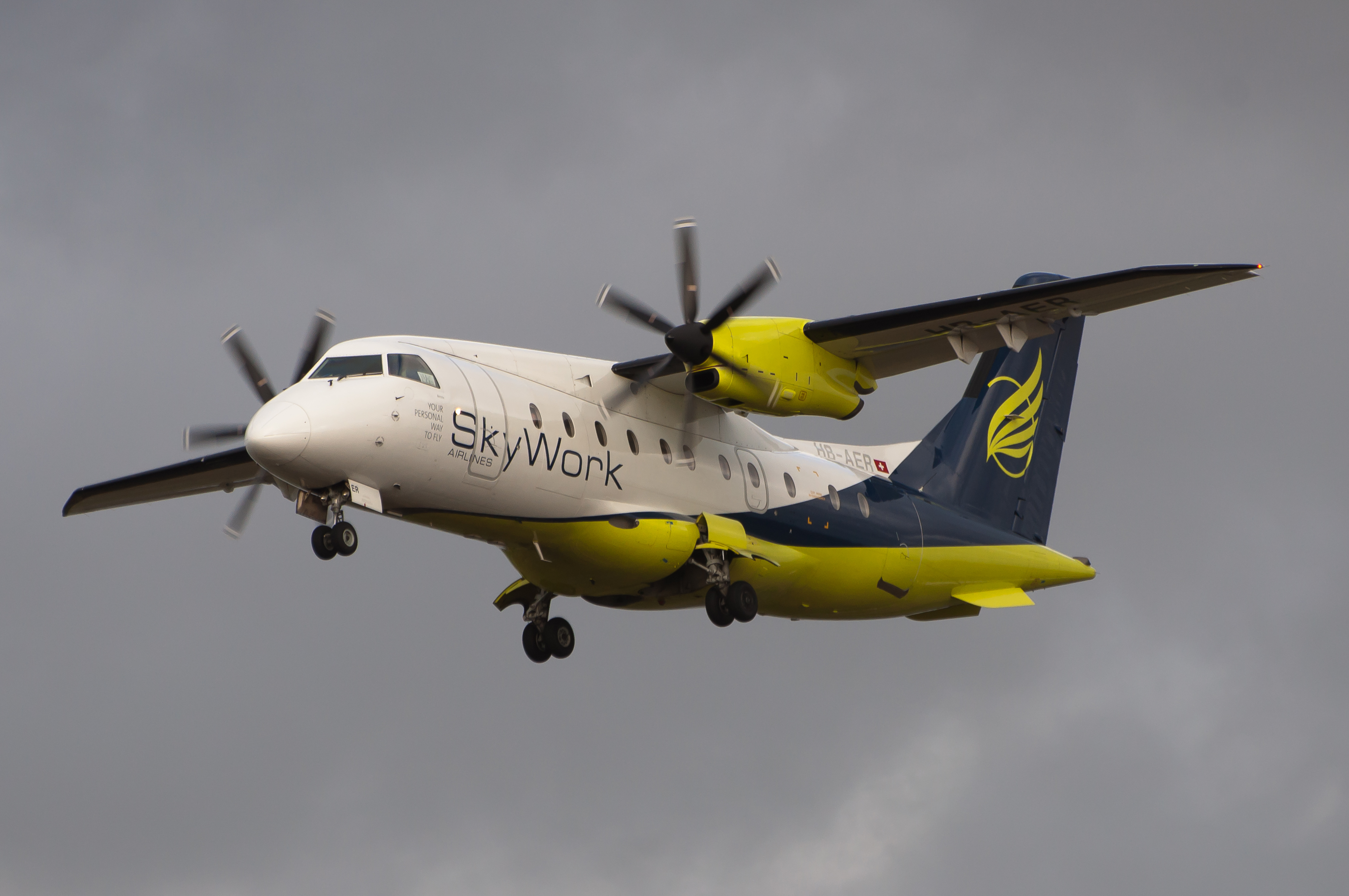
Dornier 328 авіакомпанії SkyWork Airlines в заході на посадку в амстердамському аеропорту Схіпхол

У грудні 2013 року авіакомпанія SkyWork Airlines експлуатувала наступні літаки
| Тип літака             | В експлуатації | Замовлено | Пасажирських місць | Пасажирських місць | Пасажирських місць | Примітки |
| Тип літака             | В експлуатації | Замовлено | Бізнес-клас        | Економклас         | Всього             | Примітки |
| Bombardier Dash-8 Q400 | 1              | 0         | 14                 | 58                 | 72                 |          |
| Dornier 328-110        | 5              | 0         | —                  | 31                 | 31                 |          |
| ---------------------- | -------------- | --------- | ------------------ | ------------------ | ------------------ | -------- |

## Маршрутна мережа
В кінці квітня 2013 року маршрутна мережа авіакомпанії SkyWork Airlines охоплювала наступні аеропорти:
Австрія
- Відень — міжнародний аеропорт Відня

Хорватія
- Рієка — аеропорт Рієка (сезонний)
- Спліт — аеропорт Спліт (сезонний)
- Задар — аеропорт Задар (сезонний)

Франція
- Фігаро — аеропорт Фігаро/Південна Корсика (сезонний)
- Ніцца — аеропорт Ніцца — Лазурний Берег (сезонний)

Німеччина
- Берлін — аеропорт Берлін-Тегель
- Кельн/Бонн — аеропорт Кельн/Бонн
- Гамбург — аеропорт Гамбург
- Мюнхен — аеропорт Мюнхен

Італія
- Бриндізі — аеропорт Бриндізі (сезонний)
- Кальярі — аеропорт Кальярі/Ельмас (сезонний)
- Катанія — аеропорт Катанії Фонтанаросса (сезонний)
- Ельба — аеропорт Кампо-нелль'Ельба (сезонний)
- Неаполь — аеропорт Неаполь (сезонний)
- Ольбія — аеропорт Ольбія Коста-Смеральда (сезонний)

Нідерланди
- Амстердам — аеропорт Схіпхол

Іспанія
- Барселона — аеропорт Ель-Прат
- Ібіца — аеропорт Ібіца (сезонний)
- Маон — Менорка аеропорт (сезонний)
- Пальма — аеропорт Пальма-де-Мальорка

Швейцарія
Туніс
- Джерба — міжнародний аеропорт Джерба (сезонний)

Велика Британія
- Лондон — аеропорт Лондон Сіті